# Tội phạm nhân bản 2049
Tội phạm nhân bản 2049 (tên gốc tiếng Anh: Blade Runner 2049) là một bộ phim điện ảnh đề tài khoa học viễn tưởng của Mỹ năm 2017 do Denis Villeneuve đạo diễn và Hampton Fancher cùng Michael Green đảm nhiệm phần kịch bản. Đây là phần tiếp theo của bộ phim Blade Runner (1982), Ryan Gosling và Harrison Ford đảm nhiệm hai vai chính; Ana de Armas, Sylvia Hoeks, Robin Wright, Mackenzie Davis, Carla Juri, Lennie James, Dave Bautista cùng Jared Leto tham gia vào các vai phụ. Cả Ford lẫn Edward James Olmos đều quay trở lại với vai diễn của mình từ phần phim đầu tiên. Ridley Scott vốn là đạo diễn ban đầu của tác phẩm, tuy nhiên sau này trong dự án ông lại làm việc dưới vai trò giám đốc sản xuất. Lấy bối cảnh ba mươi năm sau mốc thời gian trong nguyên tác Blade Runner, câu chuyện của Tội phạm nhân bản 2049 xoay quanh việc K, một người nhân bản thế hệ Nexus-9 và đồng thời cũng là một "blade runner", đã tình cờ phát hiện bí mật gây chấn động: một người nhân bản đời cũ từng có thai và đã qua đời khi sinh con. Để che giấu bí mật có thể dẫn đến chiến tranh giữa con người và người nhân bản, cấp trên buộc K phải tìm ra đứa trẻ và thủ tiêu tất cả các bằng chứng liên quan đến nó.
Ý tưởng cho phần phim tiếp nối của Blade Runner bắt đầu được nhen nhóm từ những năm 1990, tuy nhiên các vấn đề về bản quyền đã khiến cho việc phát triển ý tưởng bị đình trệ. Sau đó với mục tiêu tăng lợi nhuận cho hãng phim của mình, Andrew Kosove và Broderick Johnson đã đàm phán và sở hữu được bản quyền tác phẩm từ phía Bud Yorkin. Quá trình quay phim chính được thực hiện chủ yếu tại hai phim trường ở thành phố Budapest, Hungary trong khoảng thời gian hơn bốn tháng—từ tháng 7 tới tháng 11 năm 2016. Tội phạm nhân bản 2049 được hỗ trợ tài chính bởi liên danh Alcon Entertainment–Sony Pictures và chính sách miễn giảm thuế do chính phủ Hungary tài trợ. Hãng Warner Bros. đại diện cho Alcon phụ trách công tác phân phối tác phẩm tại thị trường Bắc Mỹ, còn Sony đảm nhiệm vai trò phân phối tại các thị trường quốc tế.
Tội phạm nhân bản 2049 công chiếu ra mắt tại Los Angeles vào ngày 3 tháng 10 năm 2017, sau đó khởi chiếu tại Mỹ vào ngày 6 tháng 10 năm 2017 và tại Việt Nam vào ngày 20 tháng 10 năm 2017 dưới các định dạng 2D, 3D và IMAX. Giới chuyên môn đưa ra nhiều lời khen ngợi cho tác phẩm, đặc biệt nhấn mạnh vào sự xuất sắc trong phần trình diễn của các diễn viên, chỉ đạo đạo diễn, nghiệp vụ quay phim, nhạc nền phim, thiết kế sản xuất, kỹ xảo hình ảnh cũng như sự trung thành với tinh thần của nguyên tác gốc. Nhiều trang phê bình uy tín cũng đưa tác phẩm vào danh sách các phim điện ảnh xuất sắc nhất của năm 2017. Tuy nhiên, bộ phim lại không đem lại nhiều thành công về mặt thương mại khi chỉ thu về hơn 260 triệu USD từ doanh thu phòng vé so với kinh phí sản xuất lên tới khoảng 150–185 triệu USD. Tội phạm nhân bản 2049 nhận tổng cộng năm đề cử tại Giải Oscar lần thứ 90, trong đó giành chiến thắng tại hạng mục Quay phim xuất sắc nhất và Hiệu ứng hình ảnh xuất sắc nhất. Phim ngoài ra cũng nhận được tám đề cử tại Giải BAFTA lần thứ 71, trong đó có hạng mục Đạo diễn xuất sắc nhất, và cũng giành chiến thắng tại hai hạng mục về quay phim và hiệu ứng hình ảnh.

## Nội dung
Năm 2049, những người nhân bản đã được hòa nhập với cộng đồng nhưng chủ yếu đóng vai trò phục tùng và nô lệ cho con người. Người nhân bản dòng Nexus-9 biệt danh "K" làm việc cho LAPD dưới danh nghĩa một "blade runner", chuyên săn lùng và cho "về hưu" những người nhân bản đời cũ. Khi cho về hưu Sapper Morton tại một trang trại protein, anh tìm thấy chiếc thùng bị chôn dưới gốc gây có chứa hài cốt của một người nhân bản nữ đã qua đời trong quá trình sinh nở. Điều này dấy lên luận điểm rằng người nhân bản có thể sinh sản về mặt sinh học, một điều vốn trước đây bị coi là vô lý. Trung úy Joshi, cấp trên của K, e ngại phát hiện này có thể dẫn tới một cuộc chiến giữa loài người và người nhân bản nên đã ra lệnh cho K truy tìm và thủ tiêu đứa bé.
K tới trụ sở Tập đoàn Wallace, và từ các kho lưu trữ DNA anh tìm ra người phụ nữ đã chết là Rachael, một người nhân bản do Tiến sỹ Eldon Tyrell chế tạo. K cũng tìm ra mối quan hệ tình cảm giữa Rachael và cựu blade runner Rick Deckard. CEO Niander Wallace của Tập đoàn Wallace, với mong muốn khám phá ra bí mật sinh sản của những người nhân bản nhằm xâm chiến các hành tinh trên vũ trụ, đã ra lệnh cho trợ lý của mình là Luv đi cướp phần xương cốt của Rachael và theo dõi K để truy lùng đứa bé. Trở lại trang trại của Morton, K đã tìm thấy dãy số 6-10-21 khắc vào thân cây gần nơi tìm thấy Rachael và nhận ra dòng số này từ ký ức tuổi thơ của chính bản thân anh về một con ngựa gỗ. Joi, người bạn gái lập thể của anh, tin rằng đây là bằng chứng cho thấy K đã được đẻ ra về mặt sinh học chứ không phải được chế tạo như một người nhân bản. Từ nguồn dữ liệu của LAPD, anh phát hiện một cặp song sinh ra đời vào cùng ngày đó có mẫu DNA giống hệt nhau nhưng lại khác biệt về nhiễm sắc thể giới tính, tuy nhiên trong hai bé thì chỉ có bé trai là còn sống.
K tìm đến một trai mồ côi ở thành phố San Diego đổ nát và phát hiện thấy toàn bộ hồ sơ về những đứa trẻ của năm đó đã bị xé mất, đồng thời nhận ra đây chính là trại mồ côi trong ký ức của mình và tìm thấy con ngựa gỗ ngày xưa anh đã cất giấu. Tiến sỹ Stelline, nhà thiết kế ký ức người nhân bản, đã xác nhận rằng ký ức của K về trại trẻ mồ côi là có thật, điều này càng khiến K tin rằng mình chính là con trai của Rick Deckard và Rachael. Sau khi bị bắt về LAPD, K đã không qua được bài kiểm tra cảm xúc, và sau sự việc này anh chính thức trở thành một người nhân bản nổi loạn. K nói dối Joshi rằng đứa bé đã bị giết, và bà cho anh 48 giờ để bỏ trốn. Để không bị lần ra dấu vết, Joi yêu cầu K chuyển cô vào bộ phát sóng di động. Những phân tích từ con ngựa gỗ cho thấy nguồn gốc của món đồ chơi này là từ vết tàn tích Las Vegas. Sau khi tới thành phố này, K tìm ra Rick Deckard và biết được ông và Rachael chính là cha mẹ của đứa bé, và chính Deckard đã xáo trộn bộ hồ sơ để bảo vệ danh tính của con mình.
Sau khi giết Trung úy Joshi, Luv và đồng bọn lần dấu K tới Las Vegas, phá hủy thiết bị phát của Joi và bắt giữ Deckard, nhưng lại tha mạng cho K. Nhóm người thuộc phong trào thả tự do cho người nhân bản đã tìm ra và cứu sống anh. Khi nhà lãnh đạo phong trào Freysa tiết lộ con của Rick Deckard là một bé gái, K nhận ra rằng mình không phải là con của Rachael, đồng thời suy luận rằng chính Stelline mới là đứa bé và những ký ức về con ngựa gỗ chính là của cô. Freysa yêu cầu K giết Deckard để bảo vệ đội quân phong trào cũng như chính Stelline trước khi ông khai ra những thông tin này với Wallace. Trong khi đó, Deckard bị đưa về trụ sở của Tập đoàn Wallace. Wallace yêu cầu ông khai ra danh tính đứa bé và sẽ tặng ông một người nhân bản giống hệt Rachael nếu ông chịu tiết lộ. Khi Deckard từ chối, Wallace ra lệnh cho Luv dẫn ông đi thẩm vấn. K tới giải cứu Deckard và nhấn chìm Luv dưới nước, nhưng chính anh cũng đã bị thương. K dắt Deckard đến văn phòng của Stelline và đưa ông con ngựa gỗ. Rồi sau đó, trong khi Deckard cẩn thận bước vào căn phòng và tiếp cận Stelline, K nằm xuống bất động trên những bậc thang và nhìn lên bầu trời đầy tuyết rơi.

## Diễn viên
- Ryan Gosling vai K

Người nhân bản dòng Nexus-9 được tạo ra dưới vai trò là một "blade runner" cho LAPD với nhiệm vụ truy tìm và cho "về hưu" những người nhân bản nổi loạn dòng cũ. Gosling luôn nổi tiếng vì tính nghiêm khắc trong việc lựa chọn kịch bản điện ảnh cho mình, và việc tham gia vào các dự án điện ảnh có kinh phí lớn chưa bao giờ là lựa chọn hàng đầu của anh. Thứ có thể thuyết phục Gosling thường là niềm tin của anh vào tố chất của nhà làm phim và sự phức tạp trong chủ đề tác phẩm thể hiện ở phần kịch bản. Là một người hâm mộ lâu năm của Blade Runner, nam diễn viên cho biết về trải nghiệm lần đầu xem tác phẩm khi còn là một thiếu niên trẻ: "Đó là một trong những bộ phim đầu tiên tôi xem mà tôi thực sự không chắc chắn là mình nên cảm thấy như thế nào sau khi nó kết thúc. Nó thực sự sẽ khiến bạn phải tự vấn bản thân mình về khái niệm anh hùng và kẻ phản diện, và ý nghĩa của việc làm người." Gosling coi Tội phạm nhân bản 2049 như một thách thức đối với bản thân anh vì phạm vi sản xuất của dự án vô cùng lớn.
- Harrison Ford vai Rick Deckard

Cựu "blade runner" của LAPD. Ford cho biết ông cảm thấy vô cùng hứng thú khi được trở lại với vai diễn Rick Deckard cũng như với phẩn kịch bản của Tội phạm nhân bản 2049. Môi trường làm việc tại phim trường cũng là một yếu tố khác mà Ford thích thú khi nó đối lập hoàn toàn với quá trình ghi hình đầy áp lực mà ông từng trải qua khi thể hiện vai diễn này trong nguyên tác Blade Runner. Ông cảm thấy trải nghiệm khi nhập vai phiên bản Deckard về già đã thổi một làn gió mới vào câu chuyện đằng sau nhân vật này. "Câu chuyện mà tôi phải kể sẽ vượt xa ngoài những điều mà chúng ta từng biết. Nó phức tạp, khó đoán và sở hữu thứ cảm xúc mà đối với tôi giống như thể miếng mồi gắn trên lưỡi câu vậy."
- Ana de Armas vai Joi

Một hình chiếu lập thể bằng công nghệ trí tuệ nhân tạo, do Tập đoàn Wallace thiết kế và phân phối thương mại để chung sống cùng người mua dưới vai trò tình nhân. Armas vốn là một nữ diễn viên có tiếng tăm tại Tây Ban Nha với ước muốn được tham gia vào các vai diễn nói tiếng Anh. Sau vai diễn Hollywood đầu tiên trong Hands of Stone (2016), cô chuyển tới sống tại Los Angeles nhằm tìm kiếm một vai diễn không bị phụ thuộc vào gốc gác của cô. De Armas trải qua bốn tháng luyện nói tiếng Anh trước khi tham gia quá trình thử vai. Khi công tác sản xuất cho Tội phạm nhân bản 2049 được khởi động, nữ diễn viên cho biết thời gian luyện tập thể lực đã giúp cô có được khả năng chịu áp lực cao với lịch trình quay phim dày đặc.
- Sylvia Hoeks vai Luv

Người nhân bản dòng Nexus-9, là trợ lý riêng và cũng là người mà Niander Wallace vô cùng tin tưởng. Với kinh nghiệm tập luyện vũ đạo trước đây, Hoeks chỉ cần bốn tháng để học hỏi các động tác võ thuật, trong đó mỗi bài tập đều tập trung vào kỹ thuật đá vòng cầu với Gosling, người có chiều cao hơn 1,8m. Ngoài ra, cá nhân Hoeks cũng khá khổ sở với kiểu tóc kỳ lạ của Luv, "Tôi thức dậy mỗi sáng và chồng tôi bảo tôi nhìn y hệt Gene Simmons. [...] Và phải mất một thời gian khá lâu sau thì tóc tôi mới dài ra trở lại."
- Robin Wright vai Trung úy Joshi

Cấp trên của K ở sở cảnh sát, chịu trách nhiệm quản lý toàn bộ các blade runner ở Los Angeles. Wright cho biết nhiệm vụ của Trung úy Joshi là "gìn giữ trật tự cho thế giới tương lai ấy. Bởi vì nếu bạn không giữ trật tự, một cuộc nổi dậy sẽ bao trùm lấy toàn thể nhân loại."
- Mackenzie Davis vai Mariette

Người nhân bản và là một gái mại dâm, đồng thời là thành viên bí mật của nhóm phong trào thả tự do cho người nhân bản. Dù Mariette đóng vai trò quan trọng trong mối quan hệ giữa K và Joi, Davis nhận thấy rằng vai diễn của mình không hẳn là một mối nối đơn lẻ mà là về tình yêu trong cuộc sống nói chung: "Dưới góc nhìn của nhân vật [Mariette], ý nghĩa của việc làm người chính là cách trân trọng sự ngắn ngủi của cuộc sống."
- Carla Juri vai Tiến sĩ Ana Stelline

Nhà khoa học thiết kế các đoạn ký ức giả mà Tập đoàn Wallace sử dụng để cấy vào những người nhân bản dòng mới.
- Lennie James vai Mister Cotton

Ông chủ điều hành một trại trẻ mồ côi chuyên thu gom phế liệu ở ngoại ô Los Angerles. Về nhân vật Cotton, James cho biết "[Cotton] được sáng tạo với phong cách của một kẻ lãnh chúa, và tôi chỉ nghĩ rằng thật thú vị khi được biến hắn trở thành một kẻ yếu ớt hơn."
- Dave Bautista vai Sapper Morton

Người nhân bản dòng Nexus-8 cũ, sống ẩn dật tại một trang trại protein ở khu công nghiệp ngoại ô Los Angeles. Theo Villeneuve, Bautista suýt chút nữa đã không được nhận vào vai diễn này vì "anh ấy còn quá trẻ để thủ vai". Về điều này, Baurista tiết lộ, "Trong suốt những năm tháng ở Hollywood, thường thì tôi sẽ bị bảo là quá to con hoặc quá già, chứ chưa bao giờ có ai bảo tôi quá trẻ." Nghệ sĩ hóa trang Donald Mowat đã trang điểm cho khuôn mặt của Baurista trở nên già hơn so với tuổi thật.
- Jared Leto vai Niander Wallace

CEO và là nhà sáng lập của Tập đoàn Wallace, một doanh nghiệp thống trị dây chuyền sản xuất người nhân bản vào năm 2049. Leto hạn chế tiết lộ những nguồn cảm hứng cụ thể đã hình thành nên các khía cạnh trong tính cách của nhân vật Niander Wallace, tuy nhiên anh vẫn lấy những người bạn làm trong lĩnh vực công nghệ thông tin ở ngoài đời của mình làm nguồn cảm hứng chung. Leto nổi tiếng trong ngành công nghiệp điện ảnh với những sự chuẩn bị kỳ cục cho vai diễn của mình, và với Tội phạm nhân bản 2049 anh đã đeo một cặp kính áp tròng đục tự chế để biến bản thân thành một nhân vật mù. Villeneuve nhớ lại ngày đầu ghi hình cùng Leto: "Cậu ấy bước vào căn phòng mà mắt chẳng nhìn thấy bất cứ thứ gì. Cậu ấy bước chậm rãi cùng trợ lý của mình. Cứ như thể tôi đang thấy Chúa Giêsu đang bước vào một ngôi chùa vậy. Mọi người xung quanh đều lặng như tờ, như thể họ đang trải qua một khoảnh khắc thiêng liêng. Ai nấy đều kính sợ. Thật đẹp đẽ và quyền thế làm sao—Tôi như đã khóc khi thấy điều đó."
Các cảnh phim, âm thanh và hình ảnh tĩnh của nữ diễn viên Sean Young lưu trữ từ nguyên tác phim gốc được sử dụng trong việc tái thể hiện nhân vật Rachael của cô cũng như một phiên bản nhân bản của nhân vật này do Niander Wallace tạo ra. Vẻ bề ngoài của Young được đặt chồng lên hình ảnh của nữ diễn viên Loren Peta bằng công nghệ CGI, và chính Peta cũng được Young hướng dẫn về việc tái hiện cách cô nhập vai nhân vật Rachael từ phần phim đầu. Giọng nói của người nhân bản được sử dụng dựa trên giọng của một nữ diễn viên có chất giọng giống Young. Young ngoài ra cũng được ghi nhận cho những đóng góp của bà trong dự án.
Ngoài Harrison Ford, một diễn viên Blade Runner khác cũng trở lại là Edward James Olmos với vai Gaff, một nhân vật từng gắn bó với Deckard trong phần phim đầu. Dù vai diễn của ông trong tác phẩm chỉ là một nhân vật phụ, nhưng nhân vật này lại đóng vai trò quan trọng đối với cốt truyện chính. Nam diễn viên Barkhad Abdi được giới thiệu với vai diễn Bác sĩ Badger, chủ một cửa hàng đồ chợ đen. Hiam Abbass vào vai Freysa, thủ lĩnh cộng đồng ngầm theo phong trào thả tự do cho người nhân bản. David Dastmalchian vào vai Coco, nhân viên pháp y chịu trách nhiệm phân tích bộ hài cốt mà K tìm thấy. Wood Harris xuất hiện trong vai Nandez, một điều tra viên thuộc sở cảnh sát, trong một cảnh quay tại văn phòng LAPD với Gosling, Dastmalchian và Wright, tuy nhiên cảnh quay của anh được thực hiện độc lập với các diễn viên khác và bổ sung vào cảnh quay đã ghi hình sẵn trước đó. Ngoài ra, phim cũng có sự xuất hiện của Tómas Lemarquis trong vai nhân viên của Tập đoàn Wallace.

## Chủ đề và diễn giải
Nối tiếp phần phim nguyên tác Blade Runner, Tội phạm nhân bản 2049 không chỉ tiếp tục đào sâu vào ý nghĩa của việc làm người và việc tại sao một thực thể giống người lại có thể có cảm xúc giống hệt con người, mà còn đặt ra thêm cho người xem những nghi vấn về bản chất của nhân loại, mà ở đây chính là vòng đời sinh học của một con người. Việc một cá nhân được sinh ra hay được chế tạo ra là một quả tạ lớn đè nặng lên nội dung xuyên suốt của tác phẩm, và việc Tiến sĩ Ana Stelline là ai, sau cùng lại là một câu trả lời quan trọng có ảnh hưởng tới nhiều nhân vật khác trong phim. Bình luận cho Cinapse, Brendan Foley viết:
Tội phạm nhân bản 2049 kết thúc cuộc tranh luận và chỉ ra rằng, thứ định nghĩa chúng ta là một con người không tồn tại ở bên trong chúng ta, mà là cách chúng ta đối nhân xử thế. Chúng ta tồn tại, [...] không phải dưới dạng một tổ hợp các ký ức mà là môt tổ hợp các hành động, những hành động có trọng lượng, ý nghĩa và tầm ảnh hưởng đến những người xung quanh. Chính những hành động ấy mới định nghĩa cuộc sống của chúng ta và tạo ra ý nghĩa cho nó, dù cho trước đây chúng ta có thể đã từng nhòa đi như những giọt nước mắt trong mưa đi nữa. Hành động tạo ra hình hài cho cuộc sống, và cái chết sẽ mang đến cho cuộc sống một ý nghĩa.
Tác phẩm cũng đặt ra câu hỏi: Điều gì là căn cứ để tạo nên danh tính của một con người? Đây là một chủ đề mà nhiều tác phẩm neo-noir khác thường xuyên đề cập tới. Nhân vật K trong một khoảng thời gian nhất định đã bắt đầu tin rằng bản thân không phải một người nhân bản mà chính là một người thường được sinh ra theo quá trình sinh nở sinh học, nhưng đến cuối cùng anh vẫn quay trở lại điểm xuất phát ban đầu và chấp nhận rằng bản thân thật sự chỉ là một người nhân bản mà thôi. Thậm chí ngày cả bản thân Deckard cũng không chắc chắn về danh tính của mình. Villeneuve cho biết đó cũng là lý do mà Wallace đã chơi đùa với ông ở đoạn cuối phim. Đi cùng với luận điểm này lại là một nghi vấn khác: Liệu chúng ta có thể tin tưởng ký ức của chính bản thân mình? Tiến sĩ Ana Stelline đã tiết lộ ký ức của K là ký ức thật, tuy nhiên chỉ là nó không phải là ký ức thật của K. Xuyên suốt tác phẩm, K đã lựa chọn thực hiện những việc mà anh không được tạo ra để làm, và đó cũng chính là một câu hỏi khác mà tác phẩm đã đưa ra: Làm thế nào để khiến cuộc sống ý nghĩa hơn qua những lựa chọn của bản thân mình. Cảm tính của K về danh tính của bản thân đã lèo lái nhận thức của khán giả và khiến họ tin rằng nhân vật chính của phim là một người đặc biệt. Timothy Shanahan, chuyên gia tâm lý từ Đại học Loyola Marymount đưa ra nhận định:
K đang đấu tranh để trả lời không chỉ câu hỏi về việc bản thân cậu là ai, mà còn là về việc bản thân cậu là cái gì—liệu tôi là một người nhân bản hay một sự kết hợp giữa con người và người nhân bản? Liệu tôi có phải là đứa trẻ đầu tiên, hay là đứa trẻ duy nhất được sinh ra bởi một người nhân bản? Hay liệu tôi có được chế tạo ra giống như những người nhân bản khác? Cậu ta không biết, và chúng ta cũng vậy trong hầu hết thời lượng của bộ phim.
Câu hỏi về việc liệu Deckard là con người hay người nhân bản cũng làm dấy lên nhiều tranh cãi kể từ khi phần phim nguyên tác Blade Runner ra mắt. Ridley Scott từng khẳng định Deckard là một người nhân bản, tuy nhiên một số người khác, trong đó có Harrison Ford, lại không đồng ý với luận điểm này và cho rằng việc giữ nguyên sự mơ hồ về Deckard là điều quan trọng đối với tác phẩm. Tội phạm nhân bản 2049 không đưa ra bất cứ lời giải thích nào cho câu hỏi này. Dù trải qua nhiều đau đớn về thể xác, song Deckard chưa từng thể hiện dấu hiệu nào cho thấy sức mạnh nhân tạo của người nhân bản ở bên trong ông. Mặc dù vậy, khi nói với K, Gaff vẫn gọi Deckard bằng từ "về hưu"; và nhà sản xuất người nhân bản Niander Wallace đã nói với Deckard rằng "Ngươi là một điều kỳ diệu đối với ta, Ngài Deckard", và có thể ông đã được "thiết kế" để yêu Rachael.

## Sản xuất

### Phát triển
Từ những năm 1990, việc tranh chấp bản quyền của tiếu thuyết Người máy có mơ về cừu điện không? (1968) của cố nhà văn Philip K. Dick đều chủ yếu liên quan tới việc phát triển những phần phim tiếp nối cho tác phẩm khoa học viễn tưởng Blade Runner (1982). Mãi gần ba thập kỷ sau khi bộ phim ra mắt, hai nhà đồng sáng lập của Alcon Entertainment là Andrew Kosove và Broderick Johnson mới đi đến những thỏa thuận cuối cùng trong việc mua lại quyền sở hữu trí tuệ từ nhà sản xuất Bud Yorkin. Thương vụ mua bán đã giúp Alcon sở hữu toàn bộ quyền phát sóng truyền hình cũng như bản quyền cho thương hiệu Blade Runner, trừ việc tái khởi động phần phim đầu tiên. Không còn hài lòng với lợi nhuận của những tác phẩm điện ảnh với kinh phí thấp cùng với mức kinh phí ít ỏi từ phía các nhà đầu tư, Kosove và Johnson đã đề ra tầm nhìn mới trong việc phát triển số lượng đầu ra phim bom tấn của Alcon, "Nếu bạn không có dòng tiền xoay vòng, [...] bạn rồi cuối cùng cũng sẽ gặp rắc rối thôi." Quá trình phát triển phần phim Blade Runner mới được củng cố hơn sau khi Kosove thổ lộ rằng Christopher Nolan là một trong những người anh mong muốn ngồi vào ghế đạo diễn nhất, dù Nolan cho biết ông chưa bao giờ có ý định tham gia vào dự án này, kể cả khi Blade Runner là một trong những thương hiệu mà ông rất ngưỡng mộ.

Tới tháng 8 năm 2011, hãng Alcon xác nhận với báo giới về sự tham gia của Ridley Scott trong dự án dưới vai trò đạo diễn của bộ phim. Nhà làm phim người Anh đã nung nấu ý định thực hiện phần phim tiếp nối từ lâu với mong muốn mở rộng chủ đề của nguyên tác. Sau khi hoàn thành các thỏa thuận với Scott, hãng phim tiếp tục chỉ định Michael Green và Hampton Fancher trở lại với vai trò biên kịch. Các nhà sản xuất của Alcon có nêu lên một vài ý tưởng thể hiện tầm nhìn của họ cho thương hiệu, tuy nhiên họ vẫn chưa chắc chắn về cách tiếp cận câu chuyện của phần phim Blade Runner mới, do đó cả họ lẫn Scott đều khá kín tiếng khi nhận được những câu hỏi đi sâu vào chỉ đạo nghệ thuật của phần phim trong các bài phỏng vấn thực hiện ở giai đoạn tiền kỳ. Đến cuối cùng, Scott rút khỏi vị trí đạo diễn để ưu tiên cho hợp đồng với dự án Quái vật không gian (2017) và chỉ thực hiện giám sát một phần dưới vai trò giám đốc sản xuất. Ông ngoài ra cũng có nhiều đóng góp quan trọng cho phần kịch bản dù không được ghi danh.

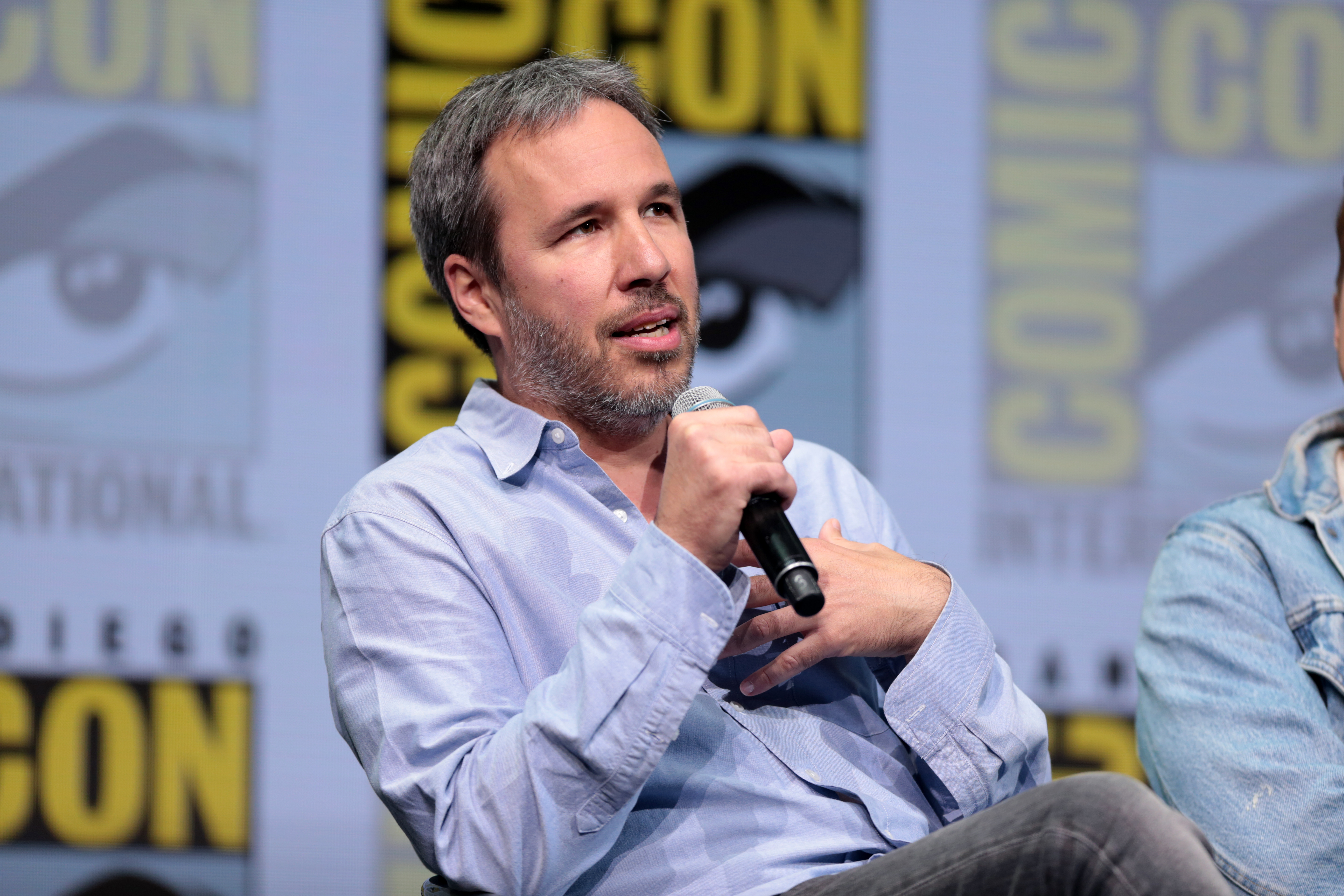
Đạo diễn Denis Villeneuve trong quá trình quảng bá bộ phim tại sự kiện San Diego Comic-Con International năm 2017. Villeneuve coi Blade Runner như một tác phẩm đã thắp sáng đam mê của ông với nghề làm phim.

Sau buổi hẹn với Denis Villeneuve tại quán cafe ở ngoại ô New Mexico để đàm phán đề nghị hợp tác cho dự án, Tội phạm nhân bản 2049 chính thức đánh dấu lần thứ hai hãng Alcon hợp tác với vị đạo diễn này sau màn bắt tay giữa cả hai trong tác phẩm Lần theo dấu vết (2013). Villeneuve coi Blade Runner như một tác phẩm đã thắp sáng niềm đam mê của ông với nghề làm phim, dù lúc đầu ông cũng do dự trong việc chấp thuận lời đề nghị do e ngại sẽ phá hỏng những di sản mà thương hiệu đã để lại. Tuy vậy, Villeneuve lại cảm thấy bị cuốn hút bởi phần kịch bản của phim, và sau buổi nói chuyện với Fancher, ông cảm thấy được "giảm tải rất nhiều áp lực và tìm ra được chìa khóa để bước tiếp". Villeneuve muốn bảo tồn một số yếu tố trong phần phim gốc và mang tới sự hiện đại hóa của thế giới viễn tưởng hoài cổ trong Blade Runner lên màn ảnh thay vì phải nghĩ ra thêm một thế giới mới tiệm cận với thế giới thực hiện tại.

### Tuyển diễn viên

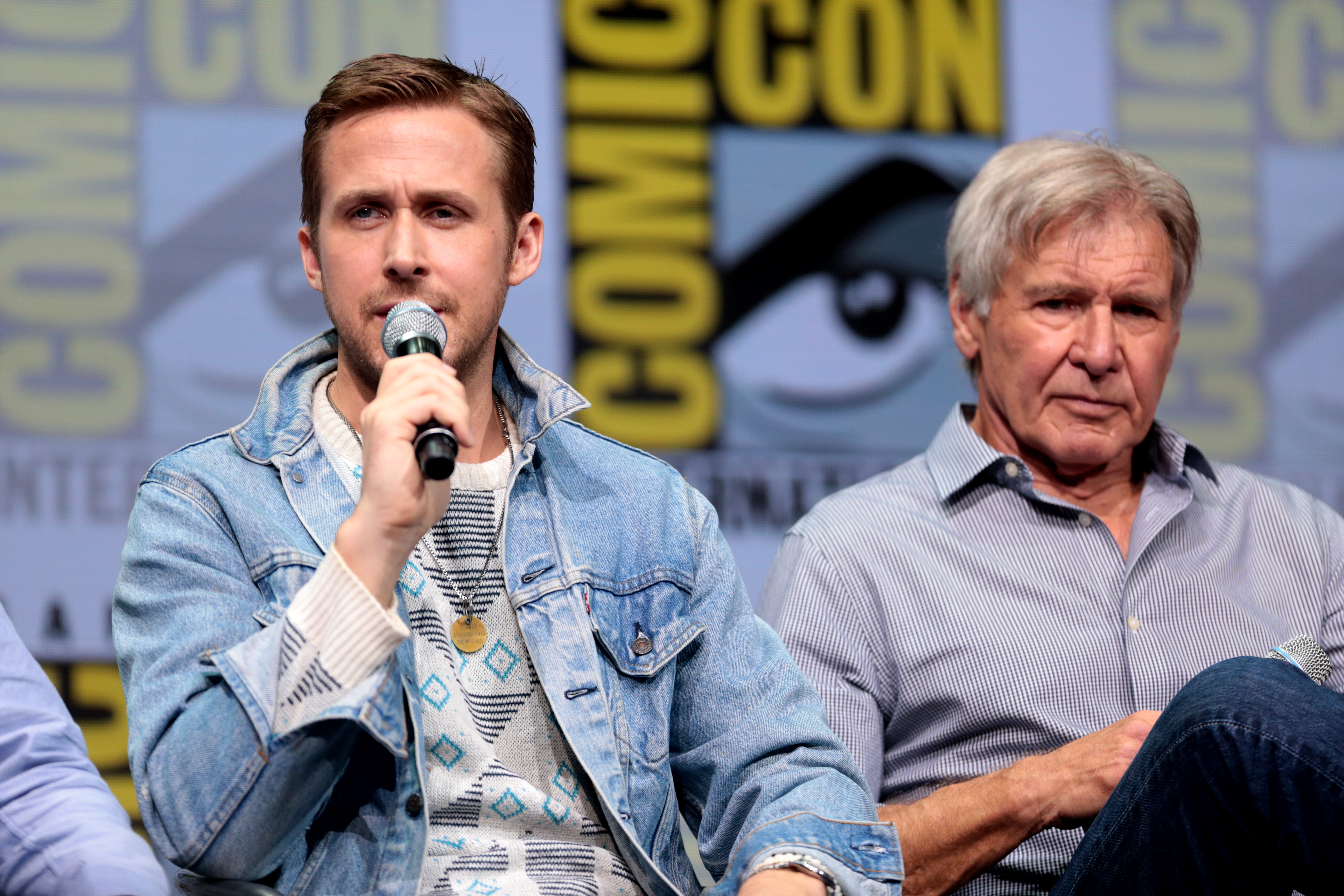
Ryan Gosling và Harrison Ford trong quá trình quảng bá bộ phim tại sự kiện San Diego Comic-Con International năm 2017.

Harrison Ford và Ryan Gosling đều là những lựa chọn quan trọng cho Tội phạm nhân bản 2049. Tin đồn về sự trở lại của Ford đã nhen nhóm trên các phương tiện truyền thông ngay từ khi dự án còn đang nằm trên ý tưởng, dù các nhà sản xuất sau đó đã phủ nhận tin đồn này. Alcon chỉ công khai việc Ford đã ký hợp đồng tham gia vào dự án vào năm 2015. Về người nhân bản K, các nhà biên kịch đã đo ni đóng giày nhân vật này cho riêng Gosling, tuy nhiên chính cơ hội được làm việc với Villeneuve và nhà quay phim tài năng Roger Deakins cùng với niềm tin của bản thân vào kịch bản phim mới là thứ khiến anh nhận lời tham gia Tội phạm nhân bản 2049. Đây cũng là vai chính đầu tiên của anh trong một tác phẩm với kinh phí sản xuất được xếp vào hàng bom tấn.
Ana de Armas tham gia thử vai vài lần và sau đó trở thành diễn viên nữ chính của tác phẩm. Các nguồn tin xác nhận việc cô tham gia vào bộ phim từ tháng 4 năm 2016. Về nhân vật Niander Wallace, Villeneuve đã xem xét tới việc mời David Bowie—một trong những người có ảnh hưởng mạnh mẽ tới thương hiệu Blade Runner—vào dự án, tuy nhiên nam ca sĩ đã qua đời trước khi công tác ghi hình bắt đầu. Thay vào đó anh cùng các nhà sản xuất để ý tới Jared Leto, một gương mặt nổi bật sau sự thành công của Biệt đội cảm tử (2016), vì họ cảm thấy Leto thừa hưởng cá tính của một ngôi sao nhạc rock như Bowie.
Nhiều diễn viên trẻ cũng tham gia dàn diễn viên phụ của Tội phạm nhân bản 2049. David Dastmalchian, Sylvia Hoeks, Carla Juri, Mackenzie Davis và Barkhad Abdi là những ngôi sao ít được biết đến hơn với nhiều năm kinh nghiệm trong giới điện ảnh indie, trong đó Juri được xác nhận tham gia dàn diễn viên vào tháng 5 năm 2016. Một số trường hợp ngoại lệ có thể nhắc tới Dave Bautista, Hiam Abbass và Lennie James, vốn được xác nhận tham gia vào dự án trong khoảng từ tháng 4 tới tháng 7 năm 2016, và Robin Wright, được chỉ định vào một trong ba vai nữ lớn nhất của tác phẩm. Từ đầu năm 2016, tin đồn Wright tham gia vào dự án đã xuất hiện trong nhiều tuần, và chỉ được xác nhận bởi các nhà làm phim khi công việc của cô cho loạt phim truyền hình Ván bài chính trị của Netflix làm đình trệ quá trình thương thảo cho vai diễn.

### Quay phim

#### Quá trình quay phim
Các nhà làm phim bắt đầu công tác tiền trạm địa điểm vào khoảng tháng 4 năm 2016; quá trình quay phim chính của phim khởi động vào ngày 19 tháng 7 cùng năm và kéo dài bốn tháng cho tới ngày 22 tháng 11. London là địa điểm đầu tiên được khảo sát, tuy nhiên các nhà làm phim không thể tìm ra phim trường nào phù hợp với nhu cầu của công tác sản xuất tại đây. Cũng vì điều này, Deakins và Villeneuve đã đáp chuyến bay tới Hungary để thực hiện công tác tiền trạm, một phần khác cũng vì đây là quốc gia mà Scott đã quen thuộc với hệ thống cơ sở hạ tầng. Cả hai ngoài ra cũng tới Slovakia để tìm kiếm thêm các ý tưởng về phong cách kiến trúc. Đội ngũ sản xuất của Tội phạm nhân bản 2049 hầu hết là những nhà làm phim người Hungary; cũng có một số nhân sự tới từ Mỹ, nhưng họ chủ yếu đảm nhiệm công việc giám sát. Cảnh chen của Wright và Hoeks là một trong những cảnh quay đầu tiên được thực hiện tại phim trường. Quá trình ghi hình diễn ra chủ yếu tại tổ hợp phim trường Korda Studios và khu vực phía sau phim trường Origo Studios ở vùng ngoại ô Budapest. Cũng tại đây, việc ghi hình được miễn giảm thuế 25% nhờ nguồn hỗ trợ từ ngân sách nhà nước của chính phủ Hungary.
Liên danh giữa Alcon–Sony đã phân bổ 180 triệu USD cho kinh phí làm phim, trong đó mỗi bên cung cấp 90 triệu USD. Các cảnh nội ở tòa nhà Sở Giao dịch Chứng khoán Budapest tại Quảng trường Tự do ở Budapest được sử dụng làm bối cảnh diễn tả các sòng bạc tại Las Vegas, còn các khu công nghiệp Xô viết bỏ hoang như Nhà máy điện Inota hay khu Kelenföld đều là những địa điểm quay phim quan trọng trong việc thể hiện thế giới phản địa đàng trong Tội phạm nhân bản 2049. Tòa nhà của Sở Giao dịch Chứng khoán Budapest là phim trường lớn nhất của bộ phim, với ít nhất ba tầng của tòa nhà này được trưng dụng cho việc quay phim. Các nhà làm phim đã chỉnh sửa phân cảnh Luv bắt được Deckard thành một đoạn trò chuyện đơn giản sau khi Ford thảo luận với Kosove và Johnson về việc ông không thích đoạn hội thoại này.
Quá trình ghi hình phim cũng xảy ra nhiều bất cập. Các nhà làm phim thường không theo kịp tiến độ đã vạch ra, và một nhân viên hợp đồng của Origo Studios đã mất mạng trong quá trình tháo dỡ phim trường. Ngoài ra, việc Gosling phải tham gia các sự kiện họp báo quảng bá cho Những kẻ khờ mộng mơ (2016) tại Thành phố New York cũng gây nhiều khó khăn trong việc đảm bảo tiến độ ghi hình.

#### Kỹ thuật quay phim
Tội phạm nhân bản 2049 là lần cộng tác thứ ba giữa Deakins và Villeneuve sau Lần theo dấu vết (2013) và Ranh giới (2015). Deakins rất phấn khích khi được làm việc trong một dự án điện ảnh kỳ ảo khác, dù trước đây ông từng có những trải nghiệm tiêu cực khi thực hiện tác phẩm Air America (1990). Cùng với nhà thiết kế sản xuất Dennis Gassner, cả hai đã ngồi thảo luận các ý tưởng về việc sử dụng bảng màu phù hợp trong phim, dù lúc này Villeneuve vẫn đang bận rộn với quá trình dựng phim của Cuộc đổ bộ bí ẩn (2016). Các phân cảnh của phim được vẽ lại dưới dạng kịch bản đồ họa, trong đó có tham khảo phong cách kiến trúc của nhiều thành phố lớn nhằm tạo ra khung cảnh đô thị theo lối kiến trúc thô mộc của một Los Angeles ẩm ướt và lạnh lẽo. Các chất liệu kiến trúc được tham khảo bao gồm khung cảnh Bắc Kinh trong lớp sương mù dày đặc, cảnh chân đồi ở miền nam Tây Ban Nha, các xưởng đóng tàu ở Bangladesh và một số công trình kiến trúc theo lối thô mộc ở London như khu nhà ở Barbican Estate và tòa Trellick Tower. Đới với các cảnh quay lấy bối cảnh tại Las Vegas, các nhà làm phim đã tìm hiểu về các trận bão cát dữ dội thường xảy ra tại sa mạc Sahara, Ả Rập Xê Út và Sydney để thể hiện những tàn tích sa mạc mà Villeneuve mong muốn.
Việc Tội phạm nhân bản 2049 là một trong những dự án lớn nhất của Deakins trở nên vô cùng rõ ràng khi tác phẩm cần các yêu cầu kỹ thuật cao trong việc hiện thực hóa thế giới trong phim. Deakins nắm toàn quyền kiểm soát các yếu tố nghệ thuật trong những cảnh quay của mình, trong đó bao gồm yêu cầu sử dụng chỉ một máy quay tại phim trường. Trước đó ông đã từ chối yêu cầu từ nhà điều phối sản xuất của phim trường về việc sử dụng chín máy quay vì ông tin rằng việc đó có thể dẫn tới sự cẩu thả trong công tác ghi hình. Cả ông lần Villeneuve đều sử dụng phương pháp tiếp cận thực tiễn từ những lần cộng tác trước đây trong việc thực hiện các cảnh quay cho Tội phạm nhân bản 2049. Các cảnh quay được thực hiện với tỷ lệ khung hình 1,55:1 từ máy quay đơn Arri Alexa XT Studio với ống kính Zeiss Master Prime kèm theo một cần trục hoặc một Dolly. Dù đã sử dụng thử nghiệm máy quay Alexa 65 nhưng các nhà làm phim lại ưa thích hình ảnh nhiễu hạt từ máy XT Studio hơn, và ống kính máy quay cũng được lựa chọn để tương thích với tỉ lệ và kỹ thuật chiếu sáng sử dụng trong mỗi cảnh quay. Ví dụ, các cảnh quay cận mặt nhân vật sẽ được thực hiện bằng ống kính 32 mm, còn các cảnh quay lia toàn thành phố sẽ sử dụng ống kính 14 mm và 16 mm. Ngoài ra, các cảnh quay với chiếc spinner được thực hiện bằng máy quay Arri Alexa Mini.

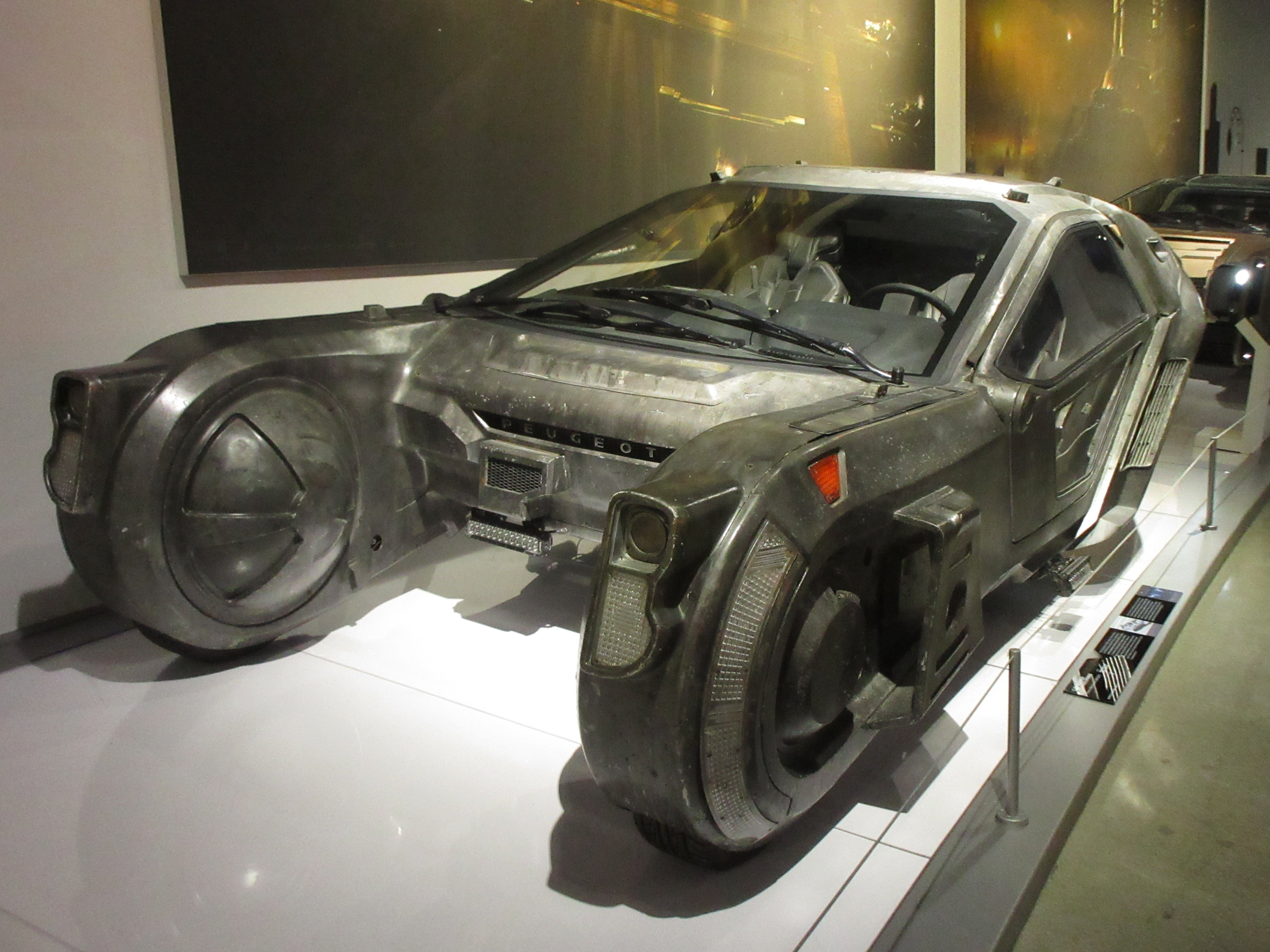
Mô hình chiếc spinner tại bảo tàng Petersen Automotive Museum, Los Angeles

Khi Gassner mới tiếp cận dự án Tội phạm nhân bản 2049, ông được Villeneuve yêu cầu quan sát hình dạng của các xe quét đường khi đang chuyển động. Gassner đã biết tới Scott từ năm 1982 trên phim trường thực hiện tác phẩm âm nhạc One from the Heart của Francis Ford Coppola. Dù có nhiều kinh nghiệm làm việc với các thương hiệu điện ảnh, nhà thiết kế vẫn cảm thấy khó khăn khi vừa phải phát triển cho Tội phạm nhân bản 2049 một chất riêng mà vẫn giữ sự đồng nhất với những chất liệu từ nguyên tác gốc. Ông cho biết, "Bạn cần phải tôn trọng thế giới đã được tạo ra và tích hợp được cái thẩm mỹ nguyên bản đó, nhưng đồng thời cũng phải sáng tạo ra những hình ảnh mang tính độc nhất và riêng rẽ cho những khán giả chưa từng xem phần phim nguyên tác. Nó giống như kiểu bạn đang ngồi trên rìa của một lưỡi dao vậy." Việc hoàn thành các phim trường của Tội phạm nhân bản 2049 cũng phụ thuộc vào Gassner nhằm giúp các nhà sản xuất có thể thấy được toàn bộ quyền kiểm soát các yếu tố nghệ thuật của công tác ghi hình. Một trong những trách nhiệm ban đầu của Gassner là thiết kế lại những chiếc spinner, và ông cùng các nhà làm phim đã hình dung về chiếc spinner với chất liệu nhám và thiết kế góc cạnh nhằm gợi lên yếu tố tiến bộ trong công nghệ của thế giới phản địa đàng trong phim.

### Phục trang
Nhà thiết kế Renée April đã sáng tạo ra những bộ trang phục sử dụng chất liệu giả lông, áo khoác chần lông cừu làm từ vải cotton nhuộm màu, và mặt nạ thở. Lúc đầu, April tìm kiếm nguồn cảm hứng từ phong cách thời trang của thập niên 1960 và 1970, tuy nhiên sau đó cô đã nghiên cứu sâu hơn về các sáng tạo thời trang từ những thời kỳ khác cũng như văn hoá phương Đông và phương Tây. Khi thảo luận về Tội phạm nhân bản 2049, cô cho biết bản thân không coi đây là một tác phẩm thời trang: "Tôi thực hiện những bộ trang phục cho thế giới tăm tối, ẩm ướt, ô nhiễm và đầy khốn khổ mà Denis [Villeneuve] đã tạo ra. Tôi phải kiềm chế bản thân và loại bỏ tất cả những thứ mà tôi cho là quá cấp tiến hoặc vượt trội vì chúng thực sự không giúp ích gì cho phần cốt truyện. Không có một bộ đồ siêu anh hùng nào xuất hiện vì thế giới ấy cần phải thật chân thực và phù hợp với các nhân vật." Đạo diễn Villenueve cũng miêu tả định hướng thiết kế của April là "tàn nhẫn": "Chúng tôi không muốn tạo ra những thứ mang hơi hướng khoa học viễn tưởng. Chúng tôi muốn mọi thứ phải thật chân thực. Tôi không muốn những bộ trang phục có quá nhiều khóa kéo và nhựa bóng. Vậy nên công việc của tôi là khiến cho các nhân vật trông đáng tin hơn."

### Hậu kỳ
Hãng Warner Bros. xác nhận vào đầu tháng 10 năm 2016 rằng bộ phim sẽ mang tựa đề Tội phạm nhân bản 2049. Công tác dựng phim bắt đầu từ tháng 12 năm 2016 tại Los Angeles, với chủ đích để cho tác phẩm mang nhãn R. Tại sự kiện San Diego Comic-Con International năm 2017, Villeneuve cho biết thời lượng phim là 2 tiếng 32 phút. Có một bản phim gốc dài bốn tiếng mà Villeneuve miêu tả là "khá vững chắc" tuy nhiên cũng "quá tự tôn". Anh cho biết mình thích phiên bản phim hiện tại, mà anh dùng cụm từ "thanh nhã hơn", trong khi đó Ridley Scott vẫn cho rằng bản phim này là quá dài. Villeneuve cho biết anh sẽ không cho bất kỳ ai xem phiên bản dài bốn tiếng đó cả. Đã có ý tưởng cho rằng tác phẩm dài bốn tiếng này nên chia làm hai phần và phát hành hai lần riêng biệt, tuy nhiên theo Villeneuve, ý tưởng đó "chưa từng được đem ra ngoài phòng biên tập". Tương tự như Tử địa Skyfall, nhà quay phim Roger Deakins tự tạo ra phiên bản IMAX của riêng mình cho bộ phim thay vì sử dụng quy trình "DMR" mà IMAX thường dùng để chuyển đổi các phim điện ảnh không được quay bằng máy quay IMAX.

### Nhạc phim
Nhà sản xuất kiêm rapper El-P cho biết anh nhận được lời mời tham gia biên soạn phần âm nhạc cho trailer đầu tiên của Tội phạm nhân bản 2049, tuy nhiên phần nhạc nền anh thực hiện đã "bị từ chối hoặc lờ đi". Jóhann Jóhannsson, người từng cộng tác với Villeneuve trong Lần theo dấu vết, Ranh giới và Cuộc đổ bộ bí ẩn ban đầu cũng được công bố là nhà soạn nhạc của phim. Tuy nhiên sau đó, Villeneuve và Jóhannsson đã quyết định ngừng cộng tác với nhau vì Villeneuve nghĩ rằng tác phẩm "cần điều gì đó khác biệt hơn" và "cần đem lại những điều gần gũi với phần nhạc phim mà Vangelis đã sáng tạo". Hai nhà soạn nhạc Hans Zimmer và Benjamin Wallfisch bắt đầu tham gia dự án từ tháng 7 năm 2017. Tới tháng 9, công ty của Jóhannsson cho biết anh không còn tham gia vào dự án đồng thời không được đưa ra bất cứ bình luận gì về vấn đề này. Nhạc phẩm được sử dụng trong phân cảnh cuối của bộ phim, "Tears in the Rain", là lời tri ân tới phân cảnh "Nước mắt trong mưa" từ nguyên tác Blade Runner. Đây là phiên bản làm lại từ phiên bản gốc của Vangelis. Album nhạc phim được phát hành trực tuyến vào ngày 5 tháng 10 năm 2017.

## Phát hành
Tội phạm nhân bản 2049 khởi chiếu ra mắt vào ngày 3 tháng 10 năm 2017 tại nhà hát Dolby Theatre ở Los Angeles, tuy nhiên, sự kiện thảm đỏ đi kèm đã bị hủy ngay trước thời điểm công chiếu do những ảnh hưởng từ vụ xả súng tại Las Vegas năm 2017. Một ngày sau, tác phẩm tham gia công chiếu mở màn tại liên hoan phim độc lập Festival du nouveau cinéma ở Montréal, Canada. Phim cũng được công chiếu ra mắt trong Liên hoan phim Zurich vào ngày 4 tháng 10 năm 2017. Hãng Warner Bros. phát hành tác phẩm tại khu vực Bắc Mỹ vào ngày 6 tháng 7 năm 2017 tại 4058 rạp chiếu khác nhau, và ngoài các định dạng 2D và 3D tiêu chuẩn, Tội phạm nhân bản 2049 còn được công chiếu tại các rạp phim IMAX. Do khán giả Bắc Mỹ dành sự ưu ái hơn cho định dạng IMAX 2D thay vì IMAX 3D, Tội phạm nhân bản 2049 chỉ được công chiếu tại các rạp IMAX nội địa dưới định dạng 2D, và cũng giống như Tử địa Skyfall, tác phẩm được định dạng độc quyền cho IMAX dưới tỉ lệ khung hình mở rộng 1,9:1. Ngoài ra, Alcon Entertainment còn cộng tác với Oculus VR để triển khai và phân phối độc quyền nội dung tác phẩm dưới định dạng thực tế ảo và ra mắt cùng ngày với phiên bản chiếu rạp tại Bắc Mỹ. Các nguồn tin sau đó cũng xác nhận nội dung này có tên gọi là Blade Runner: Revelations. Hiệp hội Điện ảnh Mỹ gắn nhãn R cho tác phẩm cho các yếu tố "bạo lực, tình dục, khỏa thân và ngôn ngữ".
Sony Pictures Releasing sở hữu bản quyền phân phối Tội phạm nhân bản 2049 tại các thị trường quốc tế, trong đó Pháp và Bỉ là hai thị trường đầu tiên công chiếu tác phẩm tại các rạp chiếu phim vào ngày 4 tháng 10 năm 2017. Phim công chiếu tại Việt Nam vào ngày 20 tháng 10 năm 2017. Tại Thổ Nhĩ Kỳ, phim công chiếu từ ngày 6 tháng 10 năm 2019, tuy nhiên tại quốc gia này, các phân cảnh trong phim đều bị kiểm duyệt, trong đó một số phân cảnh khỏa thân và tình dục được phóng to kỹ thuật số. Việc kiểm duyệt này nhận nhiều sự chỉ trích từ giới phê bình điện ảnh trong nước. Tác phẩm cũng công chiếu từ ngày 6 tháng 10 năm 2017 tại Ấn Độ với các phân cảnh khỏa thân bị cắt bỏ, dù vậy các lời thoại thô tục trong phim vẫn được giữ lại.

### Quảng bá
Warner Bros. và Columbia Pictures cho ra mắt teaser đầu tiên của Tội phạm nhân bản 2049 vào ngày 19 tháng 12 năm 2016. Một số trích đoạn phim dài 15 giây cũng được ra mắt vào ngày 5 tháng 5 năm 2017, là tiền đề để trailer đầy đủ ra mắt vào ngày 8 tháng 5 năm 2017. Trailer thứ hai được đăng tải vào ngày 17 tháng 7 năm 2017.
Trước thời điểm Tội phạm nhân bản 2049 công chiếu, hãng phim cho ra mắt ba phim ngắn với nội dung đi sâu vào những sự kiện quan trọng diễn ra trong khoảng thời gian 30 năm giữa Tội phạm nhân bản 2049 và nguyên tác Blade Runner, vốn lấy bối cảnh năm 2019:
- 2036: Nexus Dawn do Luke Scott đạo diễn, lấy bối cảnh tại một thành phố Los Angeles giả tưởng vào năm 2036. Nội dung phim ngắn xoay quanh cuộc gặp mặt giữa Niander Wallace và các "nhà làm luật", qua đó Wallace muốn thuyết phục họ đồng ý cho dòng người nhân bản mới của anh được đưa vào sản xuất. Phim ngắn có sự xuất hiện của Benedict Wong trong vai một nhà làm luật.[125][126]
- 2048: Nowhere to Run cũng do Scott đạo diễn, lấy bối cảnh tại một thành phố Los Angeles giả tưởng vào năm 2048. Nội dung phim ngắn kể về việc Sapper Morton bảo vệ hai mẹ con khỏi nhóm côn đồ và để lộ danh tính người nhân bản của mình.[127]
- Blade Runner Black Out 2022, một anime ngắn do Watanabe Shinichiro đạo diễn,[128] đi sâu vào diễn biến sự kiện Biến loạn tại thành phố Los Angeles giả tưởng vào năm 2022. Trong phim ngắn, Iggy, một người nhân bản nổi loạn cùng với một nhóm người nhân bản đã thực hiện chiến dịch kích nổ tên lửa hạt nhân trên bầu trời Los Angeles, từ đó sinh xung điện từ ngắt điện toàn thành phố và xóa bỏ hoàn toàn các số liệu về người nhân bản của Tập đoàn Tyrell. Edward James Olmos lồng tiếng cho nhân vật Gaff trong phim. Flying Lotus đảm nhiệm phần nhạc nền cho phim ngắn, còn Watanabe đã sử dụng bản nhạc nền tạm thời của anh trong quá trình thực hiện bản dựng thô của tác phẩm.[129]

### Phương tiện tại gia
Tội phạm nhân bản 2049 phát hành dưới các định dạng DVD, Blu-ray, Blu-ray 3D và Ultra HD Blu-ray vào ngày 16 tháng 1 năm 2018. Cả ba phim ngắn tiền truyện, 2036: Nexus Dawn, 2048: Nowhere to Run và Blade Runner Black Out 2022 đều phát hành kèm trong các phiên bản đĩa này. Doanh thu băng đĩa vật lý của phim tại Mỹ vào khoảng 27,5 triệu USD. Phim phát hành trên nền tảng trực tuyến Netflix và Redbox từ ngày 23 tháng 1 năm 2018.

## Đón nhận

### Doanh thu phòng vé

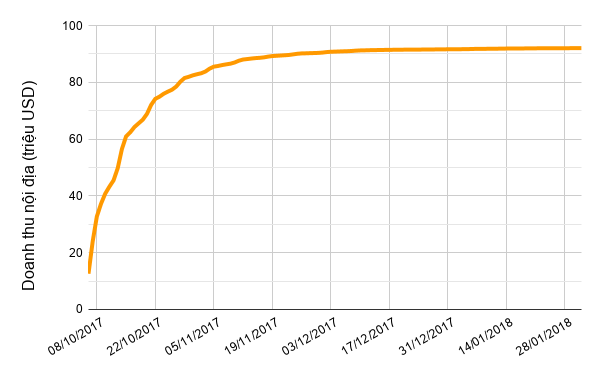
Doanh thu của Tội phạm nhân bản 2049 tại thị trường Mỹ và Canada trong suốt 119 ngày phim được công chiếu—từ ngày 6 tháng 10 năm 2017 tới ngày 1 tháng 2 năm 2018.

Tội phạm nhân bản 2049 thu về 92,1 triệu USD chỉ tính riêng tại thị trường Mỹ và Canada và 168,4 triệu USD tại các quốc gia và vùng lãnh thổ khác, đưa tổng mức doanh thu toàn cầu lên tới 260,5 triệu USD, so với kinh phí sản xuất bộ phim dao động trong mức 150–185 triệu USD. Theo dự đoán, tác phẩm cần đem về lượng doanh thu vào khoảng 400 triệu USD để có thể đạt điểm hòa vốn. Tháng 11 năm 2017, trang The Hollywood Reporter cho biết Tội phạm nhân bản 2049 có thể sẽ phải chịu một khoản lỗ lên tới 80 triệu USD.
Tại thị trường Mỹ và Canada, bộ phim dự kiến thu về 43–47 triệu USD trong dịp cuối tuần ra mắt. Tháng 9 năm 2017, một cuộc khảo sát trên trang Fandango chỉ ra rằng Tội phạm nhân bản 2049 là một trong những tác phẩm được chờ đón nhiều nhất trong mùa phim đó. Phim thu về 4 triệu USD từ suất chiếu sớm đêm thứ Năm, trong đó bao gồm 800.000 USD từ các rạp IMAX, tuy nhiên sau đó, phim chỉ thu về 12,6 triệu USD trong ngày đầu tiên công chiếu, khiến mức doanh thu dự đoán cho dịp cuối tuần ra mắt hạ xuống còn 32 triệu USD. Phim thu về 11,4 triệu USD vào ngày thứ Bảy và kết thúc dịp cuối tuần công chiếu với con số 31,5 triệu USD, thấp hơn mức dự đoán ban đầu nhưng vẫn đứng quán quân về doanh thu phòng vé tuần công chiếu, đồng thời trở thành tác phẩm điện ảnh có doanh thu ra mắt cao nhất trong sự nghiệp của cả Villeneuve lẫn Gosling. Trong dịp cuối tuần thứ hai, doanh thu tác phẩm rớt 52,7% với con số 15,5 triệu USD, xếp thứ hai về doanh thu phòng vé sau Sinh nhật chết chóc (26 triệu USD). Trong dịp cuối tuần thứ ba, tác phẩm chỉ thu về 7,2 triệu USD, thấp hơn 54% so với dịp cuối tuần trước đó và xếp vị trí thứ tư sau Boo 2! A Madea Halloween, Siêu bão địa cầu và Sinh nhật chết chóc.

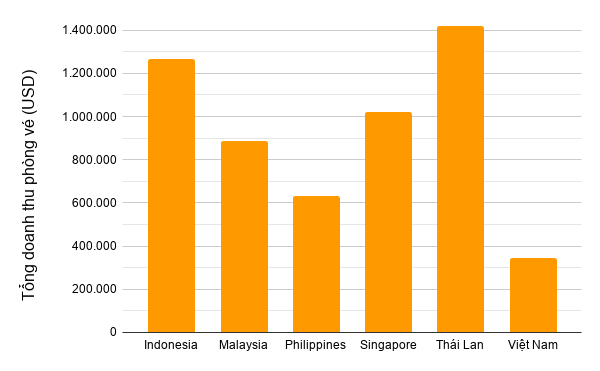
Doanh thu của Tội phạm nhân bản 2049 tại một số quốc gia của thị trường Đông Nam Á.

Tại các thị trường quốc tế, Tội phạm nhân bản 2049 dự kiến thu về thêm 60 triệu USD, nâng tổng doanh thu ra mắt toàn cầu lên mức 100 triệu USD. Trên thực tế, sau ba ngày công chiếu phim chỉ thu về 50,2 triệu USD tại các thị trường quốc tế, trong đó xếp quán quân về doanh thu tại 45 thị trường, đưa số liệu doanh thu ra mắt toàn cầu đạt 81,7 triệu USD. Phim thu về 8 triệu USD tại Vương quốc Anh, 4,9 triệu USD tại Nga, 1,8 triệu USD tại Brazil và 3,6 triệu USD tại Úc. Khởi chiếu từ ngày 5 tháng 10 tại Singapore, tác phẩm đã chiếm vị trí á quân trên bảng xếp hạng phòng vé sau dịp cuối tuần đầu tiên ra mắt, nhưng tụt xuống hạng 3 vào dịp cuối tuần thứ hai, và hạng 5 vào dịp cuối tuần thứ ba. Phim ra mắt tại Trung Quốc vào ngày 27 tháng 10 năm 2017, thu về 7,7 triệu USD trong dịp cuối tuần ra mắt, và con số này giảm 90% xuống còn hơn 700.000 USD trong dịp cuối tuần thứ hai công chiếu. Đây bị coi là một sự thất bại đối với một tác phẩm kinh phí lớn tại quốc gia tỉ dân. Tại Việt Nam, tác phẩm chỉ trụ rạp ba tuần với tổng doanh thu đạt 346.535 USD, trong đó số liệu cho doanh thu dịp cuối tuần phim ra mắt là 234.533 USD.
Theo sau kết quả của dịp cuối tuần ra mắt, đạo diễn Villeneuve cho biết, "Đó là một bí ẩn. Mọi chỉ số và công cụ tiếp thị đều dự đoán tác phẩm sẽ là một thành công lớn. Bộ phim cũng được giới chuyên môn hoan nghênh. Vậy nên mọi người đều dự đoán dịp cuối tuần đầu tiên sẽ cho kết quả ấn tượng, và họ đã sốc. Tới giờ họ vẫn không hiểu." Deadline Hollywood quy kết thành quả thương mại của tác phẩm cho thời lượng 163 phút đã giới hạn số lượng suất chiếu tại các rạp chiếu, cùng với việc thiếu hụt sự hấp dẫn đối với khán giả đại chúng và chiến lược tiếp thị mơ hồ, phụ thuộc nhiều vào tính hoài niệm cũng như cộng đồng người hâm mộ sẵn có. Ridley Scott cũng cho rằng việc tác phẩm có biểu diễn thương mại kém hiệu quá là do thời lượng của phim "lề mề. Dài. Quá dài. Tôi có thể bỏ đi khoảng nửa tiếng."

### Đánh giá chuyên môn
Trên hệ thống tổng hợp kết quả đánh giá Rotten Tomatoes, phim nhận được 88% lượng đồng thuận dựa theo 438 bài đánh giá, với điểm trung bình là 8,24/10. Các chuyên gia của trang web nhất trí rằng, "Với phần hình ảnh gây choáng váng cùng cách trần thuật đầy thỏa mãn, Tội phạm nhân bản 2049 đã đào sâu và mở rộng câu chuyện của tác phẩm tiền nhiệm, mà đồng thời vẫn có thể tự đứng độc lập dưới danh nghĩa một thành tựu điện ảnh đầy ấn tượng." Trên trang Metacritic, phần phim đạt số điểm 81 trên 100, dựa trên 54, hầu hết là những lời khen ngợi. Đạo diễn Villeneuve yêu cầu những nhà phê bình được xem trước bộ phim trước ngày công chiếu không tiết lộ nội dung tác phẩm cũng như các nhân vật trong phim. Lượt bình chọn của khán giả trên trang thống kê CinemaScore cho phần phim điểm "A−" trên thang từ A+ đến F, trong khi đó trang PostTrak cho biết 78% số khán giả cho phim phản hồi tích cực.
—Nguyễn Tuấn, Tuổi Trẻ Online
Tội phạm nhân bản 2049 thu về nhiều lời khen ngợi từ báo giới Hoa Kỳ. Nhiều ấn phẩm tại Mỹ cũng xếp bộ phim vào danh sách bình chọn các tác phẩm điện ảnh xuất sắc nhất năm 2017. Các nhà bình luận điện ảnh coi bộ phim như một tác phẩm kế nhiệm xứng đáng của Blade Runner, góp phần mở rộng thế giới mà phần phim nguyên tác đã tạo ra. Nghiệp vụ chuyên môn của tác phẩm là yếu tố đem về nhiều lời khen ngợi từ các nhà báo nhất. A. O. Scott từ The New York Times coi Tội phạm nhân bản 2049 như lời tự vấn từ sự đa cảm của Villeneuve, là sản phẩm từ người đạo diễn mang phong thái "điềm đạm đến đáng sợ", trong khi đó Mick LaSalle từ San Francisco Chronicle cảm thấy bộ phim có cách dẫn chuyện tương tự như Cuộc đổ bộ bộ bí ẩn. Màn hợp tác giữa Villeneuve và Deakins được nhìn nhận như một sự sáng tạo trong kỹ thuật ghi hình điện ảnh, "thấm nhuần trong từng khung hình của Tội phạm nhân bản 2049 là chất nghệ thuật phức tạp mà chúng ta có thể mong đợi từ chiến binh kỳ cựu [của giới làm phim]", với phần quay phim của Deakins được miêu tả là "đẹp đẽ mà u buồn". Một số nghiệp vụ sản xuất khác của Tội phạm nhân bản 2049 như phần thiết kế sản xuất và nhạc phim cũng được cho là những điểm mạnh của tác phẩm. Peter Travers từ Rolling Stone đánh giá tác phẩm với ba sao rưỡi trên bốn, ví bộ phim như một tác phẩm kinh điển: "Với một kẻ nghiện Blade Runner như tôi, vốn đã thuộc nằm lòng năm phiên bản khác nhau của tác phẩm phim noir khoa học viễn tưởng đậm tính biểu tượng của Ridley Scott,... mỗi phút trôi qua của tác phẩm gây mê hoặc tâm trí này đều là một bữa tiệc hình ảnh cần phải thưởng thức." Nguyễn Tuấn từ Tuổi Trẻ Online thì tỏ ra ấn tượng trước "những bức tượng khổng lồ, những toà nhà chọc trời, những hình ảnh 3D nhảy múa với kích thước lớn. Sự vĩ cuồng trong hình ảnh đó là sự ẩn dụ cho sự vĩ cuồng của con người mà ở đây là ý tưởng điên rồ của chủ tập đoàn Wallace."
Tuy vậy, nhiều phê bình gia không hài lòng với sự thay đổi nhịp độ và tông sắc của Tội phạm nhân bản 2049, và nhiều khán giả cũng cho rằng bộ phim thiếu đi những khung cảnh và chiều sâu của tác phẩm tiền nhiệm. Một số ý kiến trái chiều về tác phẩm có thể kể đến lời bình luận của Ân Nguyễn từ VnExpress khi cho rằng "ở vài chỗ, đạo diễn sa đà vào nhiều tuyến phụ mà chưa giải quyết thấu đáo chuyện chính như kế hoạch của Wallace hay cuộc nổi loạn của nhóm người nhân bản," dù vậy anh cũng ngợi khen tác phẩm của đạo diễn Villeneuve khi đã "kế thừa phần phim cũ và tiếp tục đề cập nhiều vấn đề về sự tồn tại, bản chất sự sống." Số phận của K ở đoạn kết phim đã tạo ra những cuộc tranh luận; một số nhà phê bình gợi ý rằng sự ra đi của anh tạo ra một kết thúc mở cho tác phẩm vì nội dung bộ phim không nói rõ liệu K có thực sự đã chết hay không. Trong một cuộc phỏng vấn với Entertainment Weekly, nhà biên kịch Michael Green tỏ ra ngạc nhiên khi cái chết của K bị đặt nghi vấn, đồng thời nhắc lại về mô típ "Nước mắt trong mưa" ở phân cảnh cuối này.

### Giải thưởng

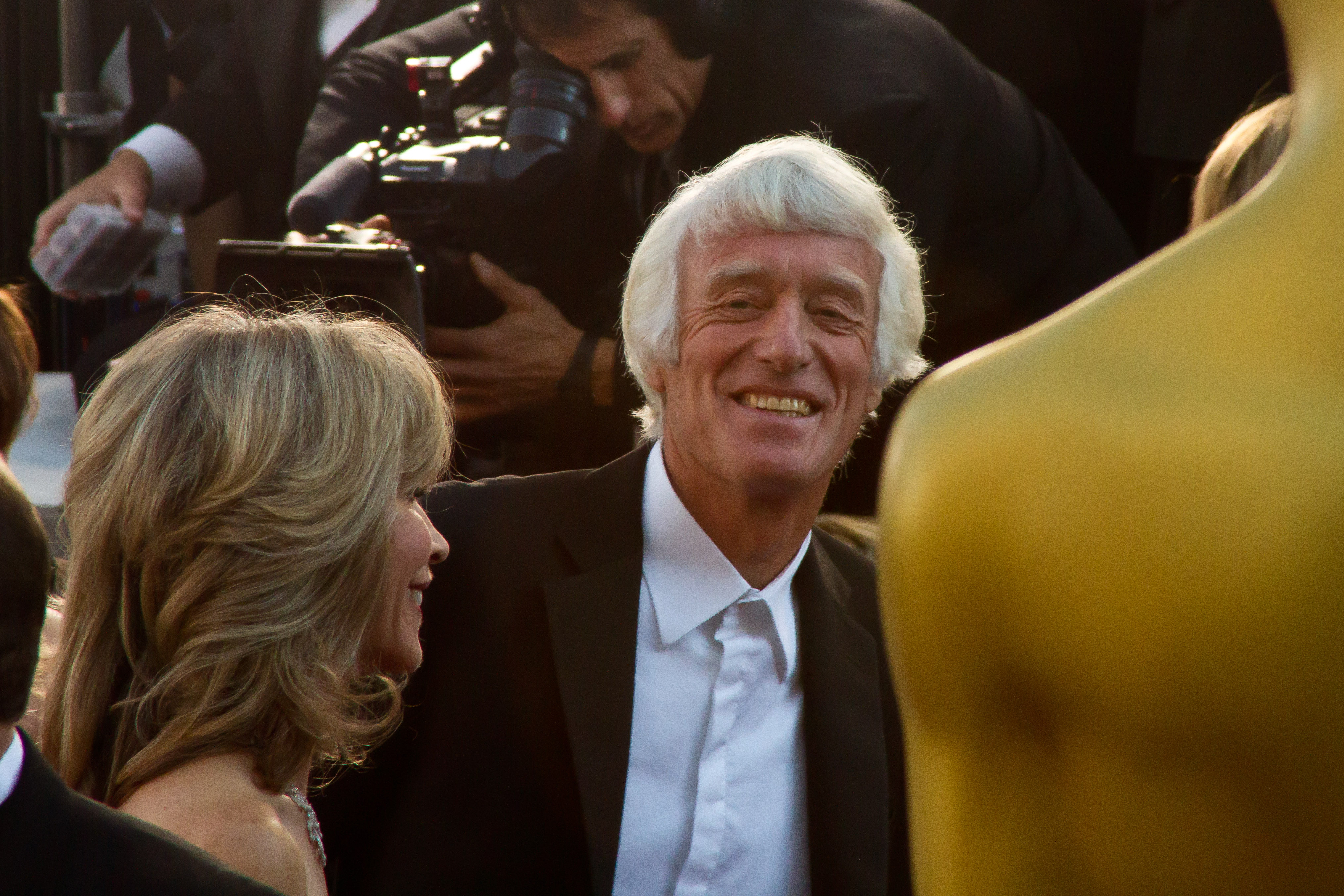
Đóng góp của Roger Deakins (giữa) trong tác phẩm nhận được nhiều đánh giá tích cực, giúp ông chiến thắng Giải Oscar cho Quay phim xuất sắc nhất đầu tiên trong sự nghiệp của mình.

Tội phạm nhân bản 2049 đã thu về nhiều giải thưởng cũng như các đề cử tại các giải thưởng uy tín. Tại Giải Oscar lần thứ 90, tác phẩm ghi danh vào năm đề cử, trong đó giành chiến thắng tại hạng mục Quay phim xuất sắc nhất và Hiệu ứng hình ảnh xuất sắc nhất. Tại Giải BAFTA lần thứ 71, phim nhận về tám đề cử, trong đó có hạng mục Đạo diễn xuất sắc nhất, và cũng giành chiến thắng tại hai hạng mục Quay phim xuất sắc nhất và Hiệu ứng hình ảnh đặc biệt xuất sắc nhất. Tại Giải Critics' Choice lần thứ 23, phim nhận tổng cộng bảy đề cử, trong đó giành chiến thắng ở hạng mục Quay phim xuất sắc nhất.

### Tranh cãi
Bình luận cho tạp chí Vice, Charlotte Gush kịch liệt phản đối cách sử dụng hình ảnh người phụ nữ trong tác phẩm mà cô miêu tả là "hoặc giống gái mại dâm hay mấy bà nội trợ [trong hình ảnh] lập thể", hoặc là nạn nhân của "những cái chết tàn nhẫn". Mặc dù thừa nhận rằng "kỳ thị nữ giới là một phần của thế giới phản địa đàng" trong nguyên tác năm 1982 của Scott, cô vẫn cho rằng phần phim hậu truyện thể hiện sự "phân biệt giới tính đến gai mắt". Viết cho The Guardian, Anna Smith cũng bày tỏ mối quan tâm tương tự khi nhận xét rằng "các hình ảnh gợi dục của phụ nữ đã thống trị khung cảnh đô thị tương lai tuyệt mỹ" và tự vấn rằng liêu tác phẩm có được làm ra để phục vụ cho đàn ông dị tính. Rachael Kaines từ trang Moviepilot thì phản đối các ý kiến này và nhấn mạnh rằng "nền chính trị bản sắc trong Tội phạm nhân bản 2049 là có chủ đích. Bộ phim nói về tầng lớp công dân thứ cấp. Người nhân bản. Trẻ mồ côi. Phụ nữ. Nô lệ. Việc miêu tả tầng lớp công dân thứ cấp trong trạng thái bị chế ngự không có nghĩa rằng tác phẩm cổ súy cho lý luận này—mà đó là sự lên án." Helen Lewis từ New Statesman nhận xét Tội phạm nhân bản 2049 là "một câu chuyện ngụ ngôn về nữ quyền vô cùng khó chịu, nói về việc kiểm soát các phương tiện nhân bản," và cho biết "nhân vật phản diện, Niander Wallace, bị ảnh hưởng bởi suy nghĩ rằng phụ nữ có thể làm được những điều mà hắn không thể":
Khả năng sinh sản là chủ đề hoàn hảo cho thế giới phản địa đàng trong Tội phạm nhân bản 2049, do những lo ngại về một xã hội phương Tây ưu tú mà trong đó những phụ nữ có học thức và tính tự lập cao thường có ít con cái hơn hoặc lựa chọn việc không sinh con cả đời (cứ năm phụ nữ lại có một người chưa có con ở tuổi 45, và tỉ lệ này cao hơn đối với những phụ nữ đã học qua đại học). Nữ quyền là một cách giải quyết đầy tiềm năng cho vấn đề này: loại bỏ tấm rào cản khiến phụ nữ cho rằng việc làm mẹ đã khiến những cánh cửa bị đóng lại. [...] Có thể người máy không mơ về cừu điện, nhưng một số đàn ông loài người chắc chắn đang mơ về tử cung điện.
Trong một cuộc phỏng vấn với Vanity Fair, Denis Villeneuve trả lời rằng anh rất nhạy cảm trong việc khắc họa chân dung người phụ nữ: "Blade Runner không nói về ngày mai; nó nói về ngày hôm nay. Và tôi xin lỗi nhưng thế giới không hề tử tế với phụ nữ." Dẫn chứng từ phân tích của tạp chí Variety về nhân khẩu học của khán giả xem phim, Donald Clarke từ The Irish Times chỉ ra rằng khán giả nữ cảm thấy xa cách với tác phẩm, và chỉ có 8% khán giả xem phim là phụ nữ dưới 25 tuổi. Tạp chí Esquire bình luận về các khía cạnh gây tranh cãi về phân cảnh tình dục trong phim—trong đó có K, Joi dưới hình ảnh lập thể và người nhân bản Mariette—và gọi cảnh quay này là "robo-ménage à trois", đồng thời so sánh với cảnh quay tình dục giữa Joaquin Phoenix và Scarlett Johansson trong Her (2013).

## Tương lai
Trong chuyến quảng bá cho tác phẩm Người về từ Sao Hỏa (2015), Scott cho biết ông cảm thấy hứng thú trong việc thực hiện thêm nhiều phim điện ảnh Blade Runner khác. Tháng 10 năm 2017, Villeneuve cho biết anh kỳ vọng phần phim thứ ba sẽ được bật đèn xanh nếu Tội phạm nhân bản 2049 đạt thành công. Fancher, nhà biên kịch của cả hai phần phim, cho biết ông đang cân nhắc tới việc sử dụng lại một ý tưởng cốt truyện cũ mà trong đó nhân vật Deckard có đi tới một quốc gia khác. Còn Ford thì tiết lộ rằng ông vô cùng cởi mở với việc tiếp tục tham gia phần phim thứ ba nếu như ông thích kịch bản của phần phim ấy. Tháng 1 năm 2018, Scott khẳng định ông đang sở hữu "một [cốt truyện] khác sẵn sàng để mở rộng và phát triển", hàm ý tới một bộ phim thứ ba của thương hiệu Blade Runner. Tháng 1 năm 2020, Villeneuve bày tỏ mong muốn được "trở lại thế giới ấy theo một cách khác," thực hiện "một thứ gì đó không kết nối với hai phần phim trước," và phản đối việc thực hiện các phần phim mang tính tiếp nối câu chuyện cũ.